# Shut Up (album Kelly Osbourne)
Shut Up – debiutancki album studyjny Kelly Osbourne, wydany w 2002 roku. Historia tego albumu rozpoczęła się od nagrania coveru Madonny, utworu „Papa Don’t Preach”, który trafił najpierw na album kompilacyjny The Osbourne's Family Album z ulubionymi kompozycjami rodziny Ozzy’ego. Piosenka w wykonaniu Kelly promowała owo wydawnictwo i szybko stała się przebojem. Shut Up powstał w nowojorskim studiu po okiem producenta Ricka Wake’a.

## Lista utworów
1. „Disconnected”
2. „Dig Me Out”
3. „Contradiction”
4. „Cool Head”
5. „Right Here”
6. „Shut Up”
7. „On the Run”
8. „On Your Own”
9. „Too Much of You”
10. „Everything’s Alright”
11. „More Than Life Itself”
12. „Papa Don’t Preach”